# Lisa Thompson (décoratrice)
Pour les articles homonymes, voir Lisa Thompson et Thompson.
Lisa Thompson est une décoratrice australienne.

## Filmographie (sélection)

### Cinéma
- 2001 : Crocodile Dundee 3 (Crocodile Dundee in Los Angeles) de Simon Wincer
- 2001 : Moulin Rouge de Baz Luhrmann
- 2009 : Max et les Maximonstres (Where the Wild Things Are) de Spike Jonze
- 2011 : Sleeping Beauty de Julia Leigh
- 2014 : Invincible (Unbroken) d'Angelina Jolie
- 2015 : The Dressmaker de Jocelyn Moorhouse
- 2015 : San Andreas de Brad Peyton
- 2015 : Mad Max: Fury Road de George Miller

### Télévision
- 1988-1989 : Mission impossible, 20 ans après (19 épisodes)
- 2001-2002 : Lizzie McGuire (26 épisodes)
- 2010 : The Pacific (10 épisodes)

## Distinctions

### Récompenses
- Oscars 2016 : Oscar des meilleurs décors pour Mad Max: Fury Road
- BAFTA 2016 : British Academy Film Award des meilleurs décors pour Mad Max: Fury Road